# 299. strelska divizija (ZSSR)
299. strelska divizija (izvirno rusko 299. стрелковая дивизия; kratica 299. SD) je bila strelska divizija Rdeče armade v času druge svetovne vojne.

## Zgodovina
Divizija je bila ustanovljena julija 1941 v Belgorodu in uničena oktobra istega leta Brjansku. Ponovno je bila ustanovljena leta 1942 v Kovrovu.